# Honda CRE F
La Honda CRE F è una motocicletta con motore a quattro tempi prodotta dalla casa giapponese Honda.

## Versioni
Questa moto oltre a essere presentata in diverse cilindrate è offerta in diverse versioni:
- R, questa lettera sta per "Racing", dove la moto è in versione prontogara, che differisce dal modello da cross, principalmente per via dell'impianto elettrico e l'omologazione per uso su strada pubblica
- X, questa versione è più dotata per l'uso amatoriale ed adotta soluzioni diverse (generalmente più vecchie rispetto al modello R) e componenti aggiuntivi rispetto alla versione R
- Baja, questa versione è improntata per il solo uso amatoriale non agonistico, dove si utilizzano quelle soluzioni che ne facilitano l'uso quotidiano, tra cui l'avviamento elettrico.

Questa sigla viene utilizzata anche per un altro modello dell'Honda, ma che utilizza il suffisso F e la sigla completa risulta essere "CRE F F", questa moto è caratterizzata da modelli più economici con soluzioni semplici improntate alla riduzione dei costi di gestione e non per uso competitivo.

## Cilindrate
Questa moto è stata prodotta in diverse cilindrate:
- 125, disponibile nella sola versioni X, prodotta dal 2009, mentre dal 2011 sarà disponibile solo nella versione "Baja"
- 250, disponibile nelle versioni R e X (dal 2009)
- 300, disponibile nella sola versioni X, prodotta dal 2009
- 450, disponibile nelle versioni R e X, promo modello prodotto a partire dal 2007 nella versione "R" (di cui dal 2010 introduce l'iniezione elettronica), dal 2009 disponibile nella doppia versione
- 500, disponibile nella sola versioni X, prodotta dal 2009